# TV TEM São José do Rio Preto
TV TEM São José do Rio Preto é uma emissora de televisão brasileira sediada em São José do Rio Preto, cidade do estado de São Paulo. Opera no canal 26 UHF digital, e é afiliada à TV Globo. Fundada em 1986 como TV Globo Noroeste Paulista, hoje integra a TV TEM, rede de televisão do interior paulista fundada em 2003, e cobre 144 municípios, mantendo também sucursais em Araçatuba e Votuporanga.

## Sinal digital
| Canal virtual | Canal digital | Resolução de tela | Programação                                                   |
| ------------- | ------------- | ----------------- | ------------------------------------------------------------- |
| 26.1          | 26 UHF        | 1080i             | Programação principal da TV TEM São José do Rio Preto / Globo |

No dia 20 de setembro de 2012, a emissora iniciou oficialmente suas transmissões digitais através do canal 26 UHF. Inicialmente, além de São José do Rio Preto, as cidades de Bady Bassitt, Nova Aliança, Mirassol, Bálsamo, Mirassolândia, Ipiguá, Onda Verde, Altair, Cedral, Uchoa, Ibirá e Potirendaba também recebiam o sinal digital.
Transição para o sinal digital
De acordo com o cronograma oficial da Ministério das Comunicações e da ANATEL, a TV TEM São José do Rio Preto, bem como as outras emissoras de São José do Rio Preto, cessou suas transmissões pelo canal 2 VHF em 18 de abril de 2018.

## Programas
Além de retransmitir a programação nacional da Globo, atualmente a TV TEM produz e exibe os seguintes programas:
- Bom Dia Cidade: Telejornal, com Kátia Gradela;
- TEM Notícias 1.ª edição: Telejornal, com Nilessa Tait;
- TEM Notícias 2.ª edição: Telejornal, com Lúcio Ramos;
- TEM Informa: Boletim informativo, durante a programação;

Retransmitidos da TV TEM Sorocaba
- Revista de Sábado: Revista eletrônica, com Marcos Paiva e Priscila Tanganelli;
- Nosso Campo: Jornalístico sobre agronegócio, com Antônio Nóbrega;

Retransmitidos da TV Globo São Paulo
- Bom Dia São Paulo: Telejornal, com Sabina Simonato;
- Globo Esporte SP: Jornalístico esportivo, com Fred Bruno;
- Futebol na Globo: Jogos de futebol dos times de São Paulo

## Retransmissoras
| Cidade            | Canal   | Cidade         | Canal   | Cidade            | Canal   | Cidade          | Canal | Cidade                 | Canal   | Cidade         | Canal |
| ----------------- | ------- | -------------- | ------- | ----------------- | ------- | --------------- | ----- | ---------------------- | ------- | -------------- | ----- |
| Américo de Campos | 26 (25) | Andradina      | 26      | Araçatuba         | 26      | Ariranha        | 26    | Barbosa                | 26      | Bento de Abreu | 26    |
| Braúna            | 26      | Cajobi         | 26      | Cardoso           | 26      | Catanduva       | 26    | Catiguá                | 26 (19) | Clementina     | 26    |
| Cosmorama         | 26      | Fernandópolis  | 26      | Gabriel Monteiro  | 26      | General Salgado | 26    | Guapiaçu               | 26      | Guaraci        | 26    |
| Guararapes        | 26      | Guzolândia     | 26      | Icém              | 26      | Ilha Solteira   | 26    | Indiaporã              | 26 (22) | Irapuã         | 26    |
| Itajobi           | 26      | Jaci           | 26      | Jales             | 26      | José Bonifácio  | 26    | Luiziânia              | 26      | Marapoama      | 26    |
| Marinópolis       | 26 (19) | Mendonça       | 26      | Mirandópolis      | 26      | Monte Aprazível | 26    | Nhandeara              | 26      | Nipoã          | 26    |
| Nova Granada      | 26      | Novo Horizonte | 26      | Olímpia           | 26 (25) | Orindiúva       | 26    | Ouroeste               | 26 (22) | Palestina      | 26    |
| Paulo de Faria    | 26      | Pedranópolis   | 26 (25) | Palmares Paulista | 26      | Paraíso         | 26    | Parisi                 | 26 (25) | Penápolis      | 26    |
| Pereira Barreto   | 26 (25) | Piacatu        | 26      | Pindorama         | 26 (25) | Poloni          | 26    | Pontes Gestal          | 26      | Riolândia      | 26    |
| Rubiácea          | 26      | Sales          | 26      | Santa Adélia      | 26      | Santa Fé do Sul | 26    | Sebastianópolis do Sul | 26 (25) | Sud Mennucci   | 26    |
| Suzanápolis       | 26      | Tabapuã        | 26      | Tanabi            | 26      | Urupês          | 26    | Valentim Gentil        | 26 (25) | Valparaíso     | 25    |
| Votuporanga       | 26      |                |         |                   |         |                 |       |                        |         |                |       |